# Hászdái ben Júda Kreszkasz
Hászdái ben Júda Kreszkasz (héberül: חסדאי קרשקש), (Barcelona, 1340 körül – Zaragoza, 1410/1411) középkori zsidó filozófus.

## Élete és művei
Rabbi Niszim tanítványa volt, és valószínűleg az arab Al-Gazáli alatt vált a zsidó skolasztika, racionális filozófia ellenségévé. Ór Adonáj ('Isten világossága') című műve négy részből áll. Első részében az Istenről való hitről elmélkedik a szerző, filozófiailag igazolja Isten egységét és testetlenségét. A második részben az Isteni eredetű Tórából von le következtetéseket Isten tudásával, gondviselésével, hatalmával; illetve a prófétasággal, az ember szabad akaratával és céljával kapcsolatban. A harmadik részben a vallás lényegével szorosan nem összefüggő tanokat mutatja be. Támadja Maimonidész 13 dogmáját, mert szerinte ezek (pl. a világ teremtettsége, a lélek halhatatlansága, a végső jutalom és büntetés) nem alapvető tanítások. Ezeket Hászdái szerint ugyan eretnekség tagadni, de nem feltétlenül szükségesek a Tóra elismeréséhez. A negyedik rész olyan filozófiai véleményeket tartalmaz, amelyek a vallás szempontjából közömbösek, egyben lerombolja Maimonidész arisztotelészi Istenbizonyítási módjait. Hászdái szerint nem is bizonyítható Isten léte, hanem egyszerűen elfogadandó a Biblia és a zsidó hagyomány (Talmud) alapján. Ez a megközelítése Júda Halévire emlékeztet. 
Eredeti gondolata, hogy az ember legfőbb boldogsága nem a diaonetikus tökély, hanem Isten szeretete. (Ebben ismét Maimonidésszel szemben foglal állást.) Véleménye szerint Isten parancsainak hűséges teljesítése emeli az embert az Istenszeretettől való áthatottság érzéséig. Ennek útja nem a skolasztikus spekuláció, hanem a Tóra törvényeinek gyakorlása. Ugyancsak önálló Hászdái-gondolat a szabad akaratról való vélemény. Eszerint nem a tettek külső formája, a kényszerű cselekvés, hanem az Istenszeretettől, a jó megtevésének vágyától eltelt lelkület érdemli meg a végső jutalmat. Azaz az Isteni igazságszolgálatatás bírálat tárgyává teszi a jellembeli tulajdonságokat és a lelki motívumokat is. Ez a vélekedés később nagy mértékben hatott Spinozára is.
Az alkotást a szellemes bibliai és talmudi magyarázatok vonzó művé tették, enyhítették a stílus tömörségét, szigorúságát. Hászdái nem kedveli a sivár racionalizmust, bizonyos érzelmi lendületet és miszticizmust visz bele vallásfilozófiájának logikai szerkezetébe. Nem volt barátja a szigorú tudománynak sem, ezért támadta Maimonidész Misna Tóráját.

## Magyar nyelvű fordítások

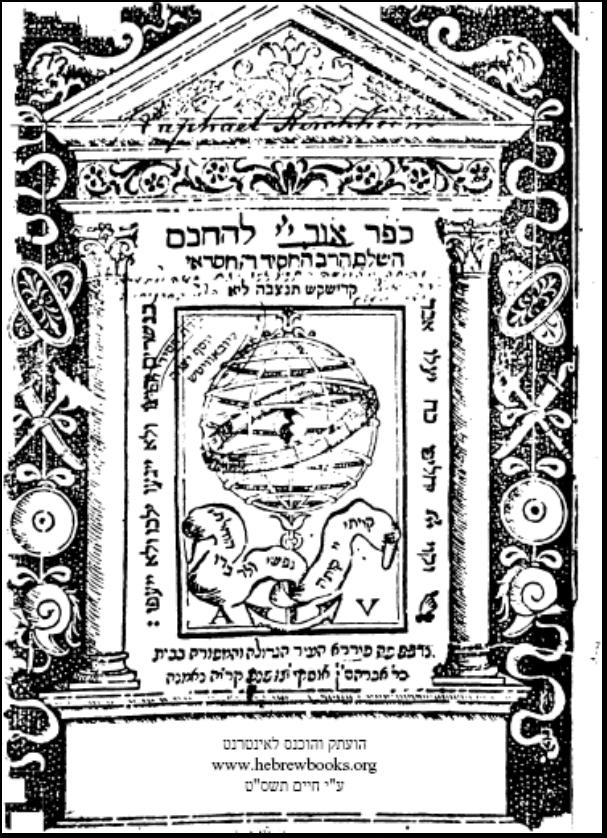
Az Ór Adonáj egy 1555-ös kiadásának címlapja

Júda Kreszkasz teljes életműve mindezideig nem rendelkezik magyar nyelvű fordítással. Kisebb szemelvények jelentek meg műveiből:
- Frisch Ármin: Szemelvények a Biblia utáni zsidó irodalomból, Pallas Irodalmi és Nyomdai Rt., Budapest, 1906 (reprint kiadás: Auktor Könyvkiadó, Budapest, 1993, ISBN 963-7780-24-6, 413 p), 351–353. oldal

## Egyéb külső hivatkozás
- Chászdáj Crescas rabbi: Isten fényének könyve – A prófécia definíciója. Zsidó Tudományok Szabadegyeteme 6. kötet – A zsidó vallás tizenhárom hitelve. (Hozzáférés: 2016. december 19.)
- Chászdáj Crescas rabbi: Isten fényének könyve – A lélek örök fennmaradása. Zsidó Tudományok Szabadegyeteme 6. kötet – A zsidó vallás tizenhárom hitelve. (Hozzáférés: 2016. december 19.)